# American Professional Soccer League 1993
La APSL 1993 è stata la quarta edizione dell'omonimo campionato. Si trattò de facto del primo livello della piramide calcistica statunitense di quell'anno, visto che nonostante la federazione non avesse ancora ratificato nessun campionato come prima divisione, la APSL fu l'unica lega attiva a livello nazionale.
Rispetto alla stagione precedente il numero di partecipanti aumentò da 5 a 7: gli addii di Miami Freedom e S.F. Bay Blackhawks vennero compensati dall'arrivo dei Los Angeles Salsa e di tre squadre canadesi, conseguentemente alla chiusura della Canadian Soccer League.

## Formula
Se una partita terminava in pareggio si disputavano i tempi supplementari, se la parità persisteva venivano calciati gli shoot-out. Erano assegnati 6 punti per la vittoria ai regolamentari o ai supplementari, 4 punti per la vittoria agli shootout, 2 punti per la sconfitta agli shootout e zero punti per la sconfitta, in più veniva assegnato un ulteriore punto bonus per ogni gol segnato, fino ad un massimo di tre per incontro, secondo il sistema a lungo usato dalla NASL. Le prime quattro classificate partecipavano ai play-off per il titolo.
Le semifinali e la finale dei play-off si disputarono con partite in gara secca. Anche ai play-off se l'incontro terminava in pareggio si calciavano gli shoot-out per determinare il vincitore

## Squadre partecipanti
| Club                    | Città           | Stato/Provincia     | Stadio                                                       | Stagione precedente          |
| ----------------------- | --------------- | ------------------- | ------------------------------------------------------------ | ---------------------------- |
| Colorado Foxes          | Denver          | Colorado            | Englewood Stadium (Englewood)                                | Campione dopo play-off       |
| Ft. Lauderdale Strikers | Fort Lauderdale | Florida             | Lockhart Stadium                                             | 4º classificato              |
| Los Angeles Salsa       | Los Angeles     | California          | Titan Stadium (Fullerton)                                    | Esordiente                   |
| Montréal Impact         | Montréal        | Québec              | Complexe sportif Claude-Robillard                            | Esordiente                   |
| T.B. Rowdies            | Tampa Bay       | Florida             | Tampa Stadium                                                | 2º classificato              |
| Toronto Blizzard        | Toronto         | Ontario             | Varsity Stadium (fino al 18/07) Lamport Stadium (dall'08/08) | Nella Canadian Soccer League |
| Vancouver 86ers         | Vancouver       | Columbia Britannica | Swangard Stadium (Burnaby)                                   | Nella Canadian Soccer League |

## Classifica regular season
|  | Pos. | Squadra                 | Pt  | G  | V  | VE | VS | PS | PE | P  | GF | GS | DR  |
|  | ---- | ----------------------- | --- | -- | -- | -- | -- | -- | -- | -- | -- | -- | --- |
|  | 1.   | Vancouver 86ers         | 126 | 24 | 11 | 2  | 2  | 1  | 0  | 8  | 43 | 35 | +8  |
|  | 2.   | Colorado Foxes          | 121 | 24 | 12 | 0  | 3  | 0  | 3  | 6  | 40 | 34 | +6  |
|  | 3.   | T.B. Rowdies            | 118 | 24 | 10 | 2  | 0  | 1  | 1  | 10 | 53 | 47 | +6  |
|  | 4.   | Los Angeles Salsa       | 109 | 24 | 8  | 1  | 3  | 3  | 0  | 9  | 41 | 37 | +4  |
|  | 5.   | Toronto Blizzard        | 97  | 24 | 8  | 2  | 0  | 2  | 1  | 11 | 35 | 41 | -6  |
|  | 6.   | Ft. Lauderdale Strikers | 94  | 24 | 8  | 0  | 1  | 3  | 1  | 11 | 39 | 52 | -13 |
|  | 7.   | Montréal Impact         | 90  | 24 | 9  | 0  | 2  | 1  | 1  | 11 | 28 | 33 | -5  |

## Play-off

### Tabellone
|  | Semifinali | Semifinali        | Semifinali     |                |                   | Finale            | Finale | Finale |  |
|  |            |                   |                |                |                   |                   |        |        |  |
|  | 1          | Vancouver 86ers   | 2 (1)          |                |                   |                   |        |        |  |
|  | 1          | Vancouver 86ers   | 2 (1)          |                |                   |                   |        |        |  |
|  | 4          | Los Angeles Salsa | 2 (3)          |                |                   |                   |        |        |  |
|  | 4          | Los Angeles Salsa | 2 (3)          |                | Los Angeles Salsa | Los Angeles Salsa | 1      |        |  |
|  |            |                   |                |                | Los Angeles Salsa | Los Angeles Salsa | 1      |        |  |
|  |            |                   | Colorado Foxes | Colorado Foxes | 3                 |                   |        |        |  |
|  | 2          | Colorado Foxes    | Colorado Foxes | Colorado Foxes | 3                 | 1                 |        |        |  |
|  | 2          | Colorado Foxes    |                |                |                   |                   |        |        |  |
|  | 3          | T.B. Rowdies      | 0              |                |                   |                   |        |        |  |